# Garnisonsarmee China
Die Garnisonsarmee China (jap. 支那駐屯軍, Shina Chūtongun) war von 1901 bis 1937 ein Großverband des Kaiserlich Japanischen Heeres, der für die Invasion und Besetzung Nordostchinas aufgestellt wurde. Ursprünglich als Garnisonsarmee Kaiserreich China (清国駐屯軍, Shinkoku chūtongun) aufgestellt, war sie 1901 Teil der vereinigten acht Staaten, die zur Niederschlagung des Boxeraufstandes aufgestellt wurde.

## Geschichte
1900 brach der Boxeraufstand aus. Sechs europäische Staaten, die USA und das Kaiserreich Japan entsandten Truppen, um ihre Gesandten aus Peking zu befreien. Die 5. Division stellte das Hauptkontingent der japanischen Streitmacht und war nach Ende der Kampfhandlungen die erste Garnisonseinheit für die Japan zugesprochenen Gebiete und wurde daher in Garnisonsarmee Kaiserreich China umbenannt. Das Hauptquartier befand sich in Tientsin, während weitere Einheiten in Peking stationiert waren. Nach der Xinhai-Revolution entstand die Republik China, was das Daihon’ei (Japanisches Hauptquartier) veranlasste, die Armee in Garnisonsarmee China umzubenennen.
Zu Beginn des Zweiten Japanisch-Chinesischen Krieges im Juli 1937 befand sich lediglich die Garnisonsarmee China innerhalb des potentiellen Kampfgebietes. Bis November 1937 wuchs das japanische Truppenkontingent in China an und wurde in drei Angriffsgruppen umgegliedert, in die 1., die 2. Armee sowie die Regionalarmee Nordchina. Im Zuge der Umgliederung wurde die Garnisonsarmee China im August 1937 aufgelöst.

## Armeeführung

### Oberbefehlshaber
|     | Name                               | Von               | Bis               |
| --- | ---------------------------------- | ----------------- | ----------------- |
| 1.  | Generalleutnant Ōshima Hisanao     | 1. Juni 1901      | 4. Juli 1901      |
| 2.  | Generalleutnant Yamane Takesuke    | 4. Juli 1901      | 25. Oktober 1901  |
| 3.  | General Akiyama Yoshifuru          | 25. Oktober 1901  | 2. April 1903     |
| 4.  | Generalleutnant Senba Tarō         | 2. April 1903     | 25. Juni 1905     |
| 5.  | General Kamio Mitsuomi             | 25. Juni 1905     | 27. November 1906 |
| 6.  | Generalleutnant Nakamura Aizō      | 27. November 1906 | 21. November 1908 |
| 7.  | Generalleutnant Abe Sadajirō       | 2. April 1903     | 24. April 1912    |
| 8.  | Generalleutnant Satō Kōjirō        | 24. April 1912    | 8. August 1914    |
| 9.  | General Nara Takeji                | 8. August 1914    | 5. Juli 1915      |
| 10. | Generalleutnant Saitō Suejirō      | 5. Juli 1915      | 2. Mai 1916       |
| 11. | Generalleutnant Ishimitsu Maomi    | 2. Mai 1916       | 10. Juni 1918     |
| 12. | General Kanaya Hanzō               | 10. Juni 1918     | 25. Juli 1919     |
| 13. | Generalmajor Minami Jirō           | 25. Juli 1919     | 20. Januar 1921   |
| 14. | Generalleutnant Suzuki Hajime      | 20. Januar 1921   | 6. August 1923    |
| 15. | Generalleutnant Yoshioka Kensaku   | 6. August 1923    | 1. Mai 1925       |
| 16. | Generalleutnant Koizumi Rokuichi   | 1. Mai 1925       | 2. März 1926      |
| 17. | Generalleutnant Takada Toyoki      | 2. März 1926      | 26. Juli 1927     |
| 18. | Generalleutnant Arai Kametarō      | 26. Juli 1927     | 16. März 1929     |
| 19. | General Ueda Kenkichi              | 16. März 1929     | 22. Dezember 1930 |
| 20. | Generalleutnant Kashii Kōhei       | 22. Dezember 1930 | 29. Februar 1932  |
| 21. | General Nakamura Kōtarō            | 29. Februar 1932  | 5. März 1934      |
| 22. | General Umezu Yoshijirō            | 5. März 1934      | 1. August 1935    |
| 23. | General Tada Hayao                 | 1. August 1935    | 1. Mai 1936       |
| 24. | Generalleutnant Tashiro Kan’ichirō | 1. Mai 1936       | 12. Juli 1937     |
| 25. | Generalleutnant Katsuki Kiyoshi    | 12. Juli 1937     | 26. August 1937   |

### Stabschef
|    | Name                            | Von              | Bis              |
| -- | ------------------------------- | ---------------- | ---------------- |
| 1. | Generalmajor Matsumoto Kenji    | 10. August 1928  | 1. August 1931   |
| 2. | Generalmajor Takeuchi Toshijirō | 1. August 1931   | 9. Januar 1932   |
| 3. | Generalmajor Kikuchi Mon’ya     | 9. Januar 1932   | 1. August 1934   |
| 4. | General Sakai Takashi           | 1. August 1934   | 2. Dezember 1935 |
| 5. | Generalmajor Nagami Toshinori   | 2. Dezember 1935 | 1. August 1936   |
| 6. | Major Hashimoto Gun             | 1. August 1936   | 26. August 1937  |

## Untergeordnete Einheiten

### 1901
- 5. Division

### 1937
- 5. Division
- 6. Division
- 10. Division
- 20. Division